# Bizarre
Руфус Джонсон (англ. Rufus Johnson; родился 5 июля 1976 в городе Детройт), более известный под сценическим псевдонимом Bizarre — американский рэпер, получивший славу будучи участником хип-хоп секстета «D12», в котором запомнился публике как самый смешной и толстый участник группы. 
Джонсон, воспитанный матерью-одиночкой, начал читать рэп в пятом классе. Его учитель думал что он разговаривает сам с собой, откуда и произошло его прозвище, «Bizarre», что переводится на русский язык как «причудливый, забавный». Сам рэпер объясняет это тем, что ему кажется, люди находят в нём что-то забавное. 
В 1995 Джонсон становится участником местной рэп-баттл коллектива «D12» (аббревиатура от «The Dirty Dozen», что переводится как «Грязная дюжина»). Он знакомится с Эминемом через общего знакомого Пруфа, который был рэпером и промоутером в концертном зале Saint Andrew's Hall. В 1997 году группа выпускает демо-альбом «The Underground EP», записанный в 1996–97. 
Джонсон и Эминем летят в Нью-Джерси и знакомятся с местным рэп-коллективом Outsidaz, и становятся почётными членами группы. В 1998 Джонсон записывает свой первый сольный мини-альбом «Attack Of The Weirdos», на котором гостями выступили участники D12 и Outsidaz. 
После выхода весьма успешного альбома Эминема «The Marshall Mathers LP», в котором Джонсон записался на двух песнях, D12 начали запись первого студийного альбома на крупном звукозаписывающем лейбле Shady/Interscope Records. Популярность пластинок «Devil's Night» и «D12 World», вышедших в 2001 и 2004 годах и заимевших коммерческий успех, послужила трамплином для участников D12 строить сольные карьеры.  
Помимо Эминема, первым свой сольный проект выпустил Джонсон. 28 июня 2005 года на звукозаписывающем лейбле Sanctuary Urban выходит его дебютная пластинка «Hannicap Circus», над которой работали все участники D12. Единственным синглом с альбома стала песня «Rockstar», спродюсированная Эминемом, который также снялся в музыкальном клипе.  
В 2007 году Джонсон записал свой второй альбом «Blue Cheese & Coney Island», а в 2010 — третий альбом «Friday Night At St. Andrews», получившие посредственные рецензии от музыкальных критиков. В 2012 году покинул группу D12: «Да, я больше не в D12. У нас просто творческие разногласия и мы решили пойти разными дорогами. Я решил пойти своим путём. Это было мое собственное решение. Я считаю, я вырос как артист и пришло время для собственного бренда». Тем не менее, в 2014 году четыре участника группы D12 объединились записав песню «Bane» для компиляции «ShadyXV».  
Джонсон объединяется с рэпером Jay "Fury" Flores в дуэт «Something Awful» для записи альбома «Taking Lives», вышедший в свет в 2013 году. Джонсон и его давний соратник Кинг Горди под брендом «L.A.R.S.» подписывают контракт с независимым лейблом звукозаписи Majik Ninja Entertainment и в 2018 выпускают дебютный альбом дуэта — «Last American Rock Stars».  
В 2019 году Джонсон записал свой четвёртый сольный альбом «Rufus» (в честь своего имени), а в 2021 — пятый альбом «Peter» (в честь своего альтер-эго Peter S. Bizarre). В 2022 Джонсон записывает ещё две пластинки — «He Got A Gun», полностью спродюсированный Foulmouth, и «18159 Stout», которая вышла 23 февраля 2023 года. Сотрудничество с продюсером Foulmouth породило два сиквела — «HGG2» и «HGG3: Art Peace», вышедшие в 2023 и 2024 годах, соответственно, а также работой над песней «Antichrist» с двенадцатого сольника Эминема «The Death of Slim Shady (Coup de Grâce)».  

## Дискография

### Студийные альбомы
- «Hannicap Circus» (2005)
- «Blue Cheese & Coney Island» (2007)
- «Friday Night At St. Andrews» (2010)
- «Taking Lives» (2013) (совместно с Fury, в составе дуэта Something Awful)
- «Rufus» (2019)
- «Peter» (2021)
- «He Got A Gun» (2022)
- «18159 Stout» (2023)
- «HGG2» (2023)
- «HGG3: Art Peace» (2024)

### Мини-альбомы
- «Attack Of The Weirdos» (1998)

### Микстейпы
- «Hanni Сap Circus The Mixtape» (2005)
- «Hate Music» (2008)
- «Liquor, Weed & Food Stamps» (2008)
- «A Pre-Coney Island Mixtape» (2009)
- «This Guy's A Weirdo» (2012)
- «Lace Blunts» (2013)
- «Lace Blunts 2» (2014)
- «Tweek Sity» (2015)
- «Tweek Sity 2» (2017)
- «Dumpster Juice» (2021)